# Odontopodisma fallax
Odontopodisma fallax är en insektsart som beskrevs av Willy Adolf Theodor Ramme 1951. Odontopodisma fallax ingår i släktet Odontopodisma och familjen gräshoppor. Inga underarter finns listade i Catalogue of Life.